# Thomas Lawrence
Thomas Lawrence (Bristol, 4 mei 1769 – Londen, 7 januari 1830) was een Engelse kunstschilder die vooral faam verwierf door zijn portretten en zich ontwikkelde tot de belangrijkste schilder in dit genre aan het eind van de 18e en het begin van de 19e eeuw, samen overigens met zijn tijdgenoot John Hoppner.
Lawrence bleek al op jeugdige leeftijd over veel talent te beschikken en werd dan ook beschouwd als wonderkind. Hij wist rake portretten te tekenen van de bezoekers in de herberg van zijn vader, de Black Bear in Devizes, waarheen het gezin was verhuisd. Later verhuisde de familie naar Bath, waar Lawrence zijn carrière serieus oppakte en al voor een groot deel bijdroeg aan het gezinsinkomen.
Lawrence was in zijn vroege ontwikkeling autodidact. Hij werkte aanvankelijk met potlood en krijt, ging later over op pastels, maar schakelde al snel over naar olieverf.
In 1787 trok hij naar Londen waar hij korte tijd studeerde aan de Royal Academy of Arts en werd aangemoedigd door de directeur van de academie, Sir Joshua Reynolds, wiens stijl hij zou blijven navolgen.
Lawrence had onmiddellijk succes, niet alleen door zijn uitzonderlijk talent, maar ook door zijn charme en uiterlijk. Op 20-jarige leeftijd werd hij uitgenodigd naar Windsor om een portret te maken van koningin Charlotte, de echtgenote van koning George III. Dit werk en ook zijn latere werk werd vooral geprezen om de kleurvoering en de perfecte stofweergave.
In 1792, na de dood van Reynolds, werd hij hofschilder en twee jaar later trad hij toe tot de Academy. In 1815 werd hij geridderd door de prins-regent, de latere koning George IV. Deze stuurde hem in 1818 naar de politieke congressen in Aken en Wenen om portretten te schilderen van de figuren die een leidende rol hadden gespeeld bij het verslaan van Napoleon. Deze 24 portretten bevinden zich momenteel in de Waterloo Chamber in Windsor Castle.
Na zijn terugkeer in Engeland werd Lawrence benoemd tot president van de Academy. Zijn succes leverde hem veel geld op, maar hij gaf dat even gemakkelijk weer uit, met name voor de uitbreiding van zijn omvangrijke en belangrijke kunstcollectie van oude meesters. Tevens droeg hij bij aan het naar Engeland halen van de zogeheten Elgin Marbles en aan de oprichting van de National Gallery in Londen.

## Galerij

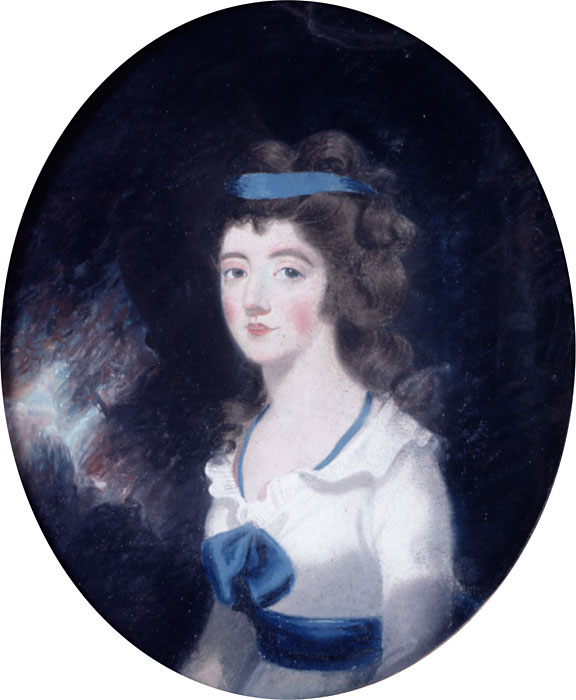
Een vroeg portret van de Engelse zangeres Maria Linley
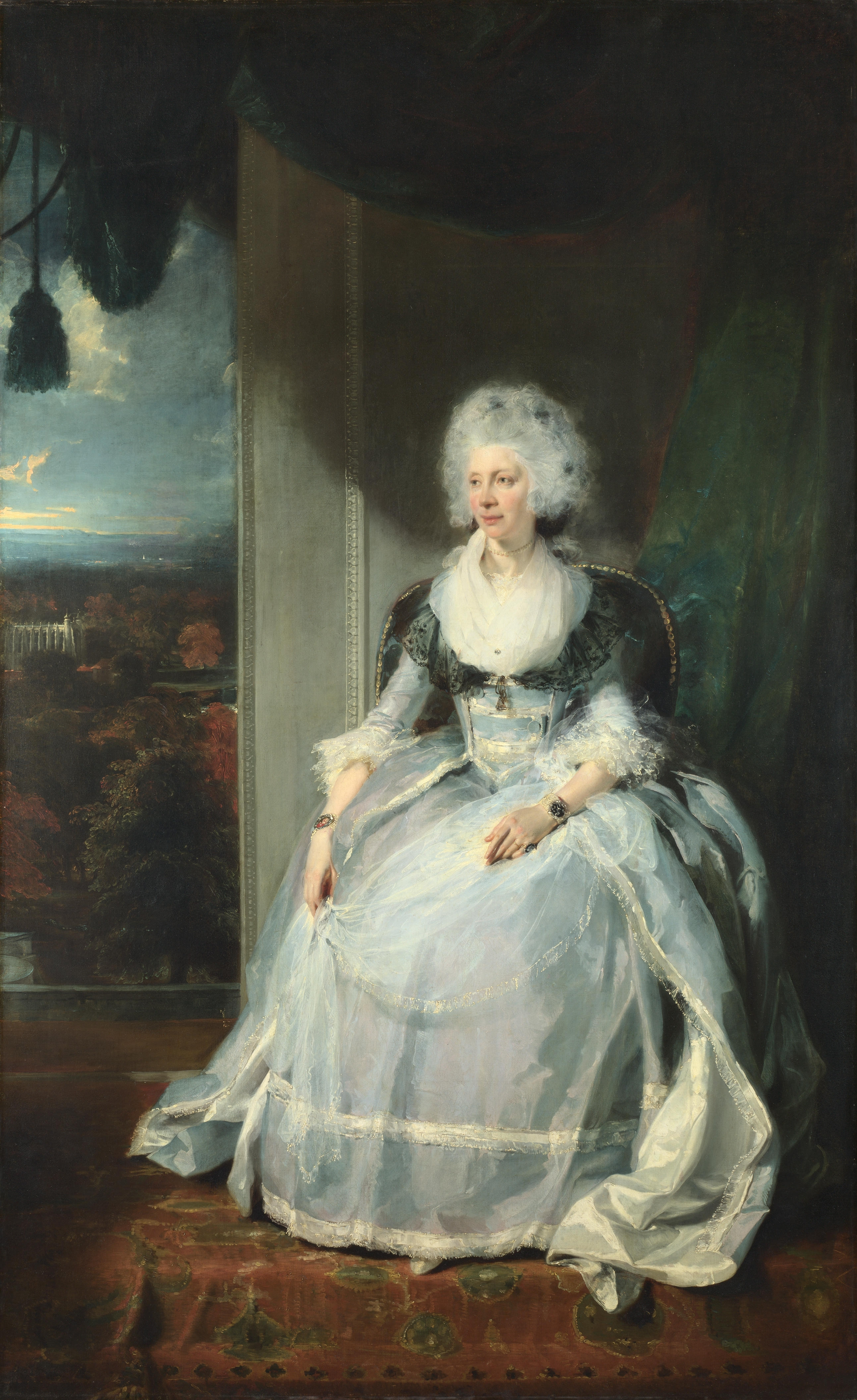
Koningin Charlotte (1789), National Gallery
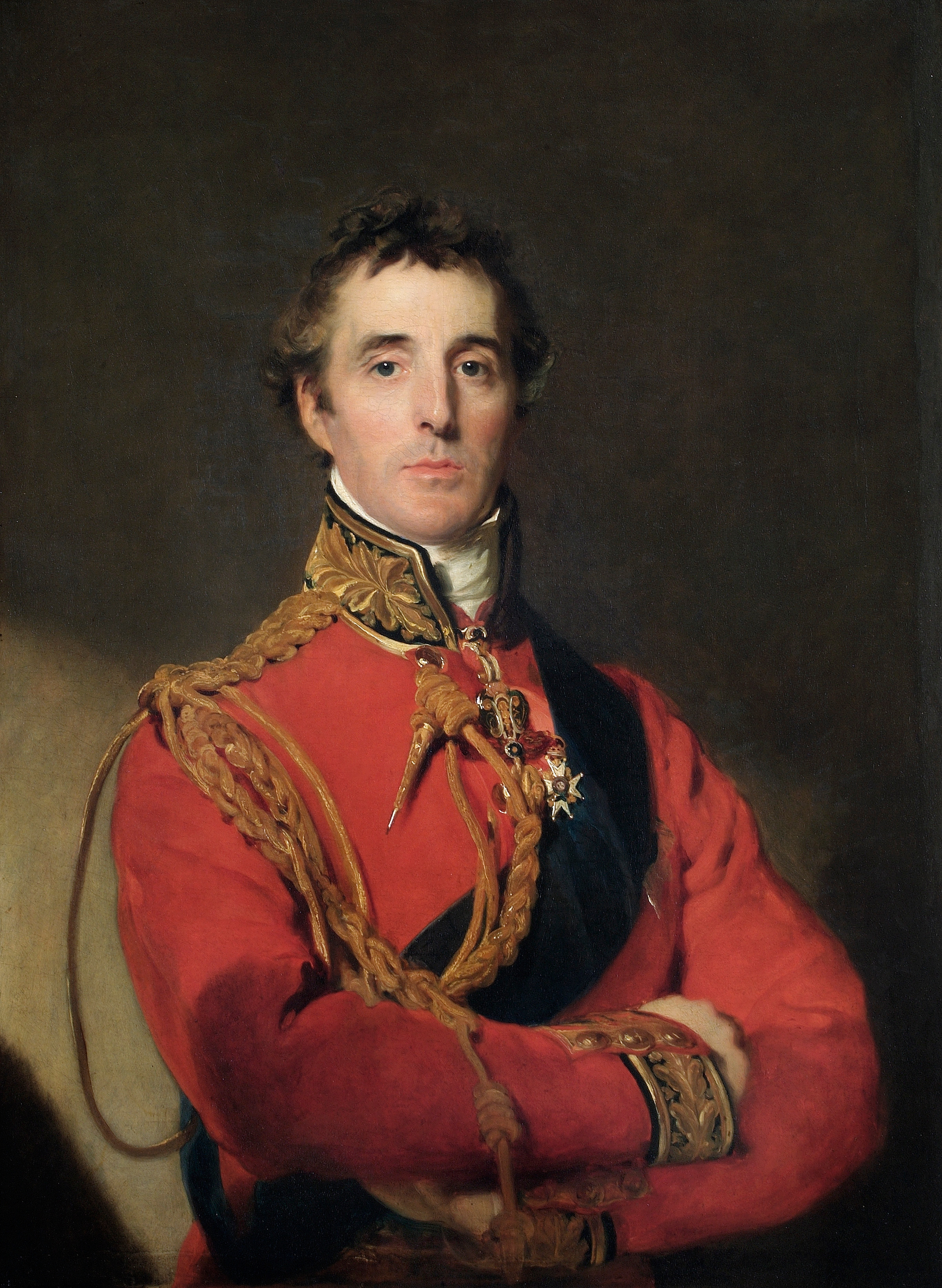
Arthur Wellesley, Duke of Wellington (ca. 1815/1816), Apsley House
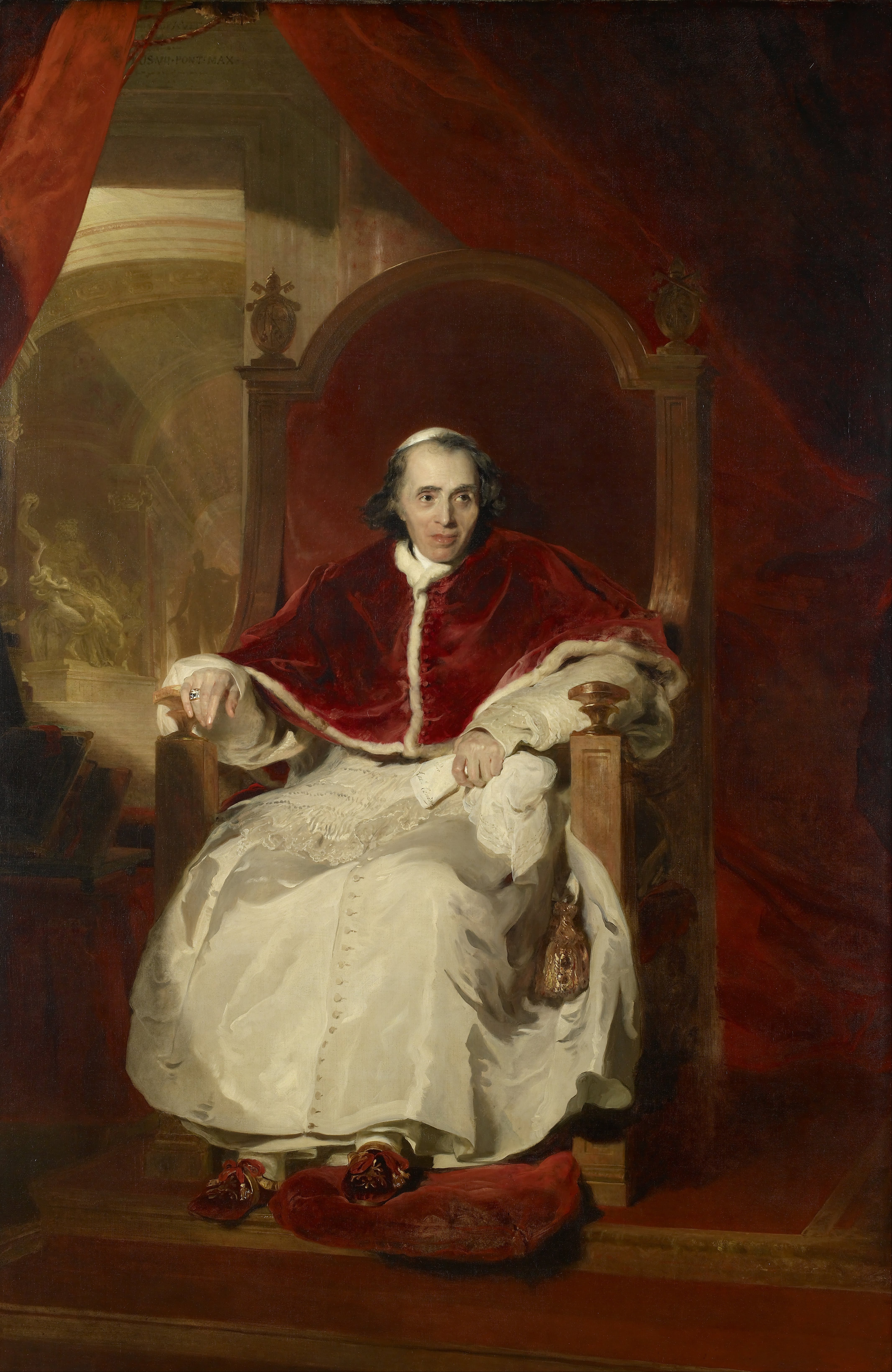
Paus Pius VII (1819), Koninklijke Collectie
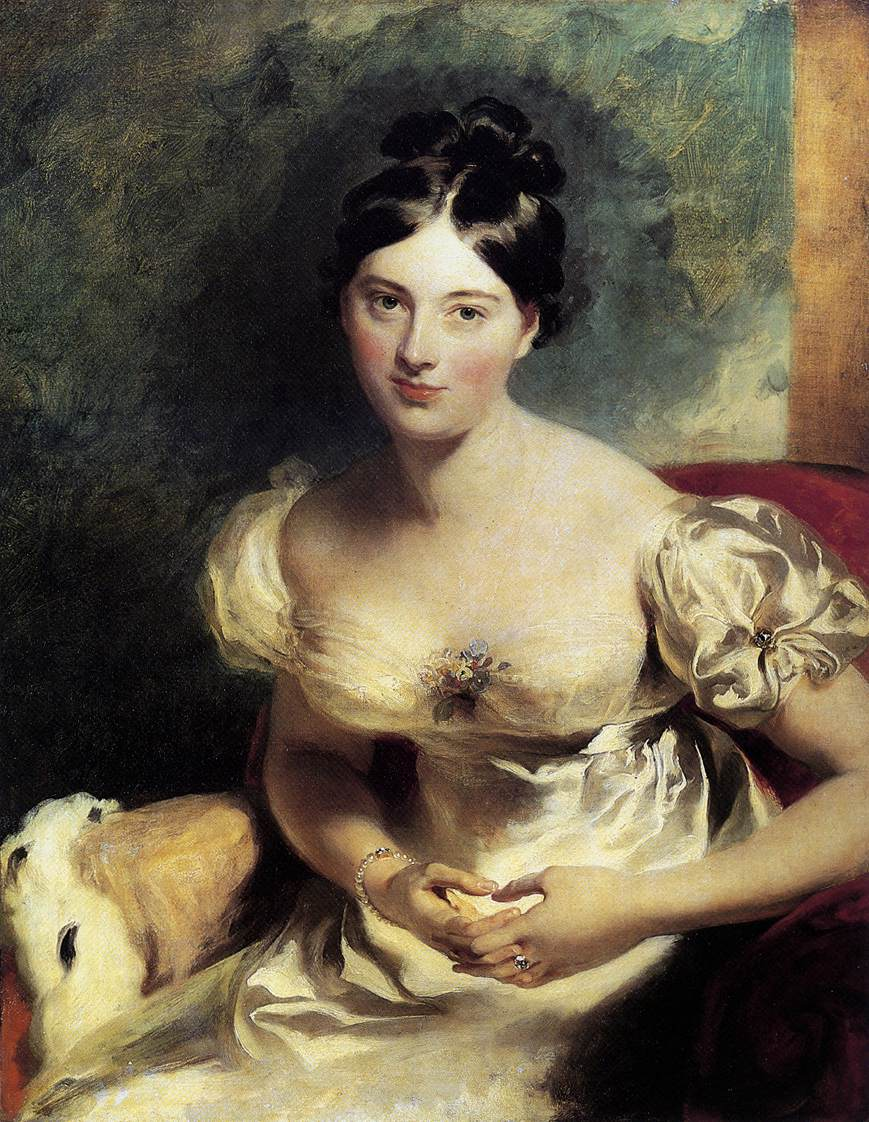
Ierse romanschrijfster Marguerite Gardiner, gravin van Blessington (1822), Wallace Collection
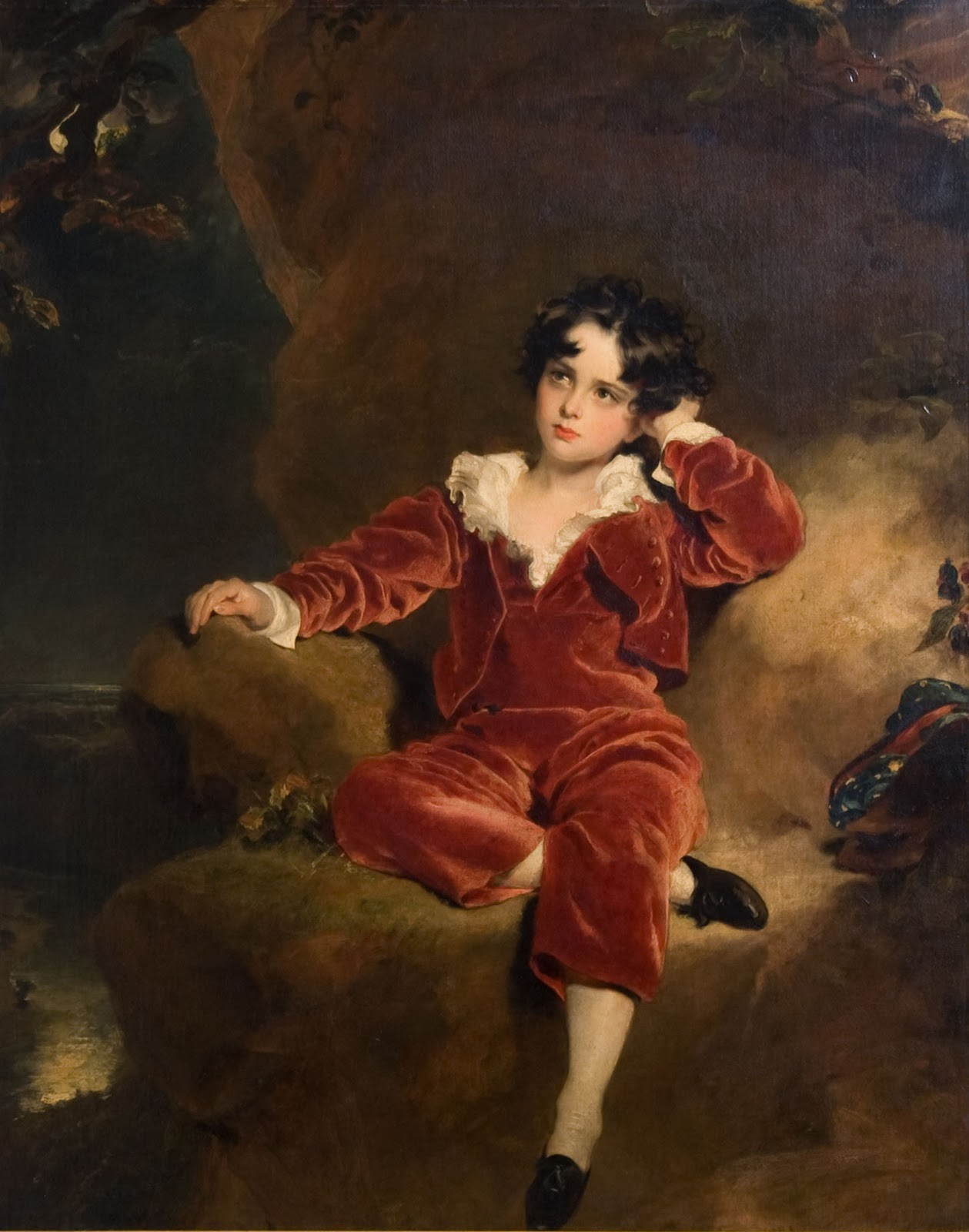
The Red Boy (1825), National Gallery
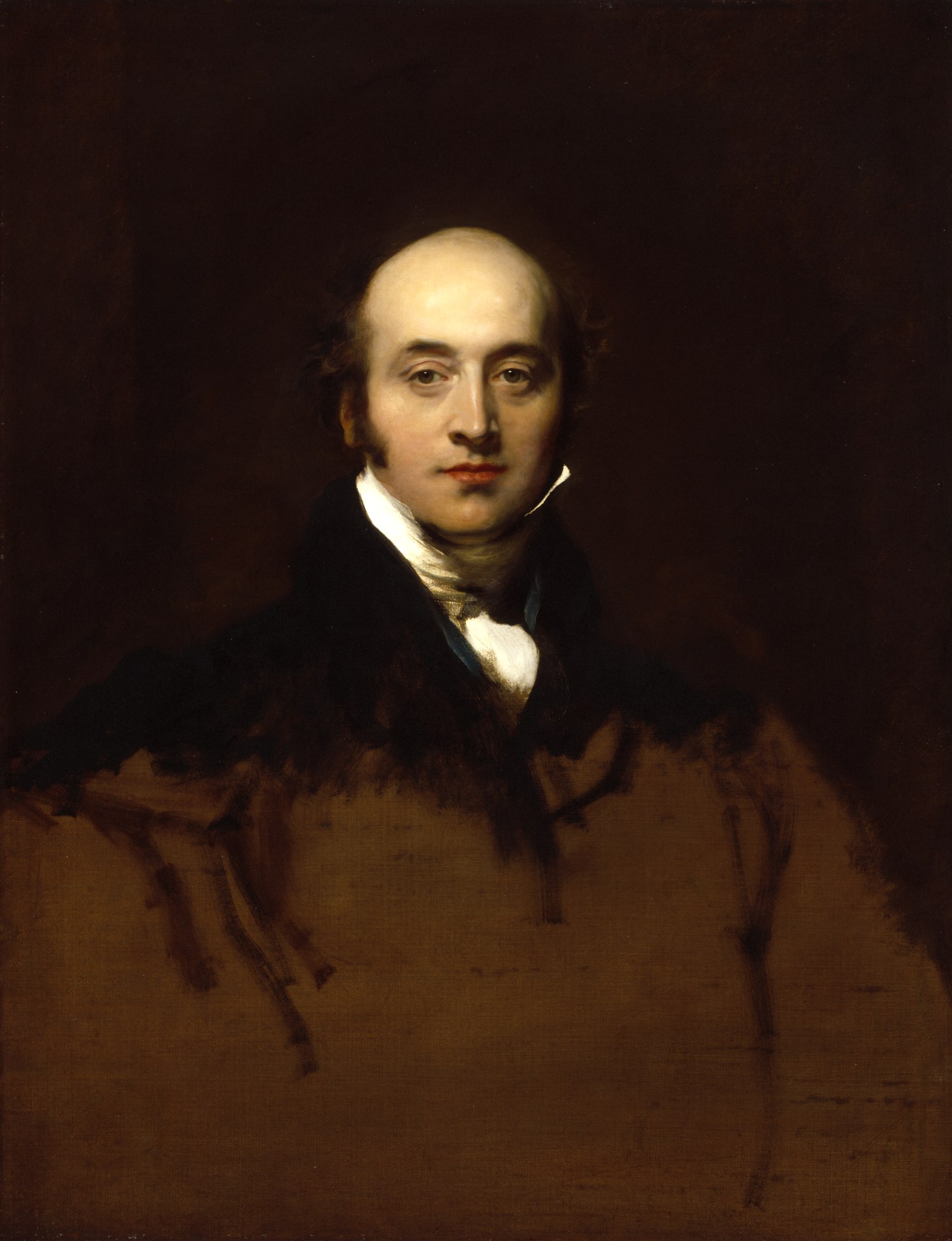
Onafgemaakt zelfportret (ca. 1825), Royal Academy of Arts